# Vacina contra chikungunya
Uma vacina contra Chikungunya é uma vacina destinada a fornecer imunidade adquirida contra o vírus chikungunya.
Os efeitos colaterais mais comumente relatados incluem dor de cabeça, fadiga, dores musculares, dores nas articulações, febre, náusea e sensibilidade no local da injeção.
A vacina contra chikungunya foi aprovada para uso médico nos Estados Unidos em novembro de 2023.

## Usos médicos
A vacina contra chikungunya é indicada para a prevenção da doença causada pelo vírus chikungunya em indivíduos com 18 anos ou mais que apresentam alto risco de exposição ao vírus chikungunya.

## História
A segurança da vacina contra chikungunya foi avaliada em dois estudos clínicos realizados na América do Norte, nos quais cerca de 3.500 participantes com 18 anos de idade ou mais receberam uma dose da vacina, sendo que um estudo incluiu cerca de 1.000 participantes que receberam um placebo. A eficácia da vacina contra chikungunya baseia-se em dados de resposta imunológica de um estudo clínico realizado nos Estados Unidos em indivíduos com 18 anos de idade ou mais. Neste estudo, a resposta imunitária de 266 participantes que receberam a vacina foi comparada com a resposta imunitária de 96 participantes que receberam placebo. O nível de anticorpos avaliado nos participantes do estudo baseou-se num nível que demonstrou ser protetor em primatas não humanos que receberam sangue de pessoas que foram vacinadas. Quase todos os participantes do estudo da vacina atingiram este nível de anticorpos.
A Food and Drug Administration (FDA) dos EUA concedeu o pedido de aprovação rápida da vacina contra chikungunya, terapia inovadora e designações de revisão prioritária. A FDA concedeu a aprovação do Ixchiq à Valneva Austria GmbH.

## Pesquisa
Um ensaio de vacina de fase II utilizou um vírus vivo e atenuado, para desenvolver resistência viral em 98% dos testados após 28 dias e 85% ainda apresentavam resistência após um ano. No entanto, 8% das pessoas relataram dor articular transitória, e descobriu-se que a atenuação se devia a apenas duas mutações na glicoproteína E2. Estratégias alternativas de vacinas foram desenvolvidas e mostram eficácia em modelos de camundongos. Em agosto de 2014, investigadores do Instituto Nacional de Alergia e Doenças Infecciosas dos EUA (NIAID) estavam a testar uma vacina experimental que utiliza partículas semelhantes a vírus (VLPs) em vez de vírus atenuados. Todas as 25 pessoas que participaram neste ensaio de fase I desenvolveram fortes respostas imunitárias. A partir de 2015, foi planejado um ensaio de fase II, utilizando 400 adultos com idades entre 18 e 60 anos e a ser realizado em seis locais no Caribe. Em 2021, dois fabricantes de vacinas, um na França e outro nos Estados Unidos, relataram a conclusão bem-sucedida dos ensaios clínicos de fase II. A fabricante é da Áustria, grupo Valneva e tem parceria com o Butantan, que deve submeter pedido à Anvisa no 1º semestre de 2024. O vírus apareceu no Brasil há dez anos e já houve mais de um milhão de casos, vai ser comercializada como Ixchiq.